# The 3rd World
Albums de Immortal Technique
Revolutionary Vol. 2
(2003) The Martyr
(2011)
The 3rd World est le troisième album studio d'Immortal Technique, sorti le 24 juin 2008. 
L'album s'est classé 10e au Top Independent Albums, 36e au Top R&B/Hip-Hop Albums et 99e au Billboard 200.
Immortal Technique a utilisé les recettes de l'album pour financer la construction d'un orphelinat en Afghanistan.

## Contenu
Tout au long de l'album, Immortal Technique affirme que les communautés opprimées noire, asiatique et latino des États-Unis sont les alliées naturelles du tiers monde.
Le titre The 3rd World est un témoignage des dénonciations anticapitalistes et anti-impérialistes exprimées par des écrivains comme William Blum, Noam Chomsky, Frantz Fanon, Eduardo Galeano ou encore Aníbal Quijano envers les États-Unis.

## Liste des titres
| No  | Titre                                                               | Contient un (des) sample(s) de                                                                              | Durée |
| --- | ------------------------------------------------------------------- | --- | ----- |
| 1.  | Death March                                                         | | 2:57  |
| 2.  | That's What It Is                                                   | | 4:34  |
| 3.  | Golpe De Estado (featuring Veneno & Temperamento)                   | Murder of Don Fannuci de Carmine Coppola et Nino Rota                                                       | 4:35  |
| 4.  | Harlem Renaissance                                                  | Brown Baby de Diana Ross                                                                                    | 4:03  |
| 5.  | Lick Shots (featuring Chino XL et Crooked I)                        | | 4:44  |
| 6.  | Apocrypha                                                           | | 0:42  |
| 7.  | The 3rd World                                                       | | 4:44  |
| 8.  | Hollywood Driveby (featuring Sick Jacken et Cynic de Psycho Realm)  | You Ain't a Killer de Big Pun Duel of the Fates de John Williams                                            | 6:45  |
| 9.  | Reverse Pimpology (featuring Mojo The Cinematic)                    | Love Jones du Brighter Side of Darkness                                                                     | 4:30  |
| 10. | Open Your Eyes                                                      | Blackman in Effect des Boogie Down Productions Thème de Microcosmos : Le Peuple de l'herbe de Bruno Coulais | 5:15  |
| 11. | Payback (featuring Diabolic et Ras Kass)                            | I Want to Pay You Back (For Loving Me) des Chi-Lites                                                        | 4:26  |
| 12. | Adios, Uncle Tom (featuring Poison Pen)                             | | 0:40  |
| 13. | Stronghold Grip (featuring Poison Pen et Swave Sevah)               | | 4:03  |
| 14. | Mistakes                                                            | I Made a Mistake de Bob Marley and The Wailers                                                              | 3:24  |
| 15. | Parole (Evil Genius mix)                                            | | 3:59  |
| 16. | Crimes of the Heart (featruing Maya Azucena)                        | | 8:33  |
| 17. | Apocalypse Remix [Morceau caché] (featuring Akir et Pharoahe Monch) | | 4:04  |
| 18. | Watch Out Remix [Morceau caché]                                     | Duel of the Fates de John Williams                                                                          | 3:10  |
| 19. | Rebel Arms [Morceau caché] (featuring J. Arch et Da Circle)         | | 3:50  |